# ダグラス・グラマン事件
ダグラス・グラマン事件（ダグラス・グラマンじけん）とは、1970年代末に発覚した日本とアメリカ合衆国の軍用機売買に関する汚職事件。

## 概要
1979年1月4日、アメリカ合衆国の証券取引委員会（SEC）は、グラマン社が自社の早期警戒機（E-2C）の売込みのため、代理店の日商岩井（現双日）を経由して、日本の政府高官らに不正資金を渡していたことを告発した。これを受けて東京地方検察庁の特別捜査部も捜査を開始、先行するロッキード事件で捜査を指揮した吉永祐介が特捜部長、同事件で重要な証言を得た村田恒が主任検事として捜査に臨んだ。特捜部においては、ロッキード事件の際に軍用機であるP-3Cの疑惑追及を断念し、民間機であるトライスターへの追及に絞ることで田中元首相の検挙という成果を挙げた一方、軍用機を巡る疑惑を棚上げする形になったことが反省されており、村田恒は、今回は軍用機のみを追及できるということで捜査陣の士気は高かった、と回顧している。
当時、日商岩井の海部八郎副社長が率いる航空部は、航空業界でも「海部軍団」としてその名を轟かせるほどのやり手として知られており、金に糸目をつけない手法で売り込みを成功させているとも噂されていた。村田主任検事は自ら海部副社長の取り調べにあたっていたが、調書の大部分は、E-2C早期警戒機よりむしろF-4E戦闘機に割かれており、その売り込みの一環として1965年頃に松野頼三 前防衛庁長官に5億円を支払っていたことが判明した。また1965年7月24日に海部副社長が川崎重工業の社長に宛てて記したメモでは、その前日にサンフランシスコを訪れていた岸信介元総理と懇談し、マクドネル・ダグラス社の社長を引き合わせるとともに、2万ドルを渡したことが記されており、これは「海部メモ」として国会で問題になった。ただし村田主任検事の取り調べに対して、海部副社長は、岸元総理とマクドネル・ダグラス社社長を引き合わせたのは事実だが、実際には現金の授受はなく、川崎重工業坂出工場の建設を巡る商談のためのハッタリとして、川崎重工業の社長に嘘の手紙を書いたと述べていた。海部副社長は、このメモについての国会での証人喚問において偽証をしたとして、議院証言法違反で有罪となった。
一方、海部副社長の直属の部下として軍用機ビジネスに携わってきた島田三敬常務取締役の取り調べを行ったのが、宗像紀夫検事であった。島田常務への取り調べは全部で6回行われており、6回目となる1979年1月31日の取り調べでは、田中角栄を含む6人の政治家に対して領収書を取らない裏の献金を提供したことを明かしていた。島田常務は「明日、更に詳細を話す」と述べてその日の取り調べを終えたが、同日深夜に赤坂のビルの7階から飛び降り、翌朝死亡した状態で発見された。島田常務は飛び降りる前に受傷しており、また部屋が荒らされていたなど異常な状況であったことから謀殺の疑いも持たれ、最終的には自殺と断定されたものの、その後も他殺説の主張は残っている。島田常務の死によって核心部分は解明されず、政治家への追及は時効で断念され、裏金の一部を日商岩井の幹部らが私的に横領したことが事件化されたのみとなった。松野前防衛庁長官は国会の証人喚問を受けて、5億円の受け取りを認めたものの、これも時効を過ぎていたほか、合法的な政治献金として認識していたとの主張もあって、訴追の対象にはならなかった。
疑惑の対象となった各機種のうち、E-2C早期警戒機は昭和54年度での導入が決定された。本事件を受けて関連予算の執行は保留されていたが、1979年7月12日、「執行保留を解除することが妥当」との両院議長の判断がくだされて、事業が本格的に開始されることになった。9月4日には第1次契約分4機のFMS調達が成立、アメリカでの技術審査を経て、1983年1月27日には航空実験団が1・2号機を受領した。一方、F-4Eについては、第3次防衛力整備計画に基づく次期主力戦闘機（第2次F-X）の候補機種となっており、1968年11月1日に首相の了承を受けて採用されていた。なおこの前に、第1次防衛力整備計画に基づく次期主力戦闘機（第1次F-X: F-86後継機）計画の際にも、1958年4月14日に一度はグラマン社のF11Fの採用が内定したにもかかわらず、8月22日の衆議院決算委員会において不正疑惑が提起されて選定が先延ばしされ、疑惑は立証されなかったものの、結局はロッキード社のF-104に変更されたという経緯があった。